# آلة فولفغانغ فون كيمبلين للتحدث

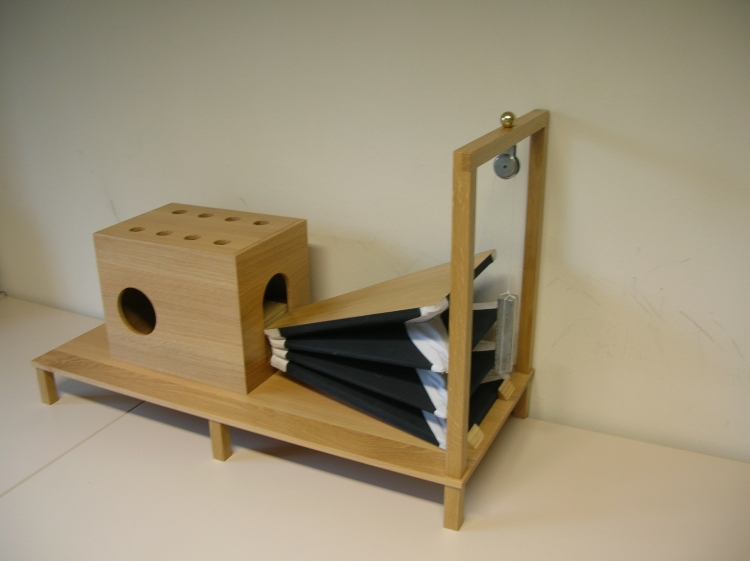
نسخة طبق الأصل من آلة التحدث لكيمبلين، بنيت عام 2007-09 في قسم الصوتيات، جامعة سارلاند، ساربروكن، ألمانيا

آلة التحدث لولفجانغ فون كيمبلين  هي آلة تخليق صوتى يتم تشغيلها يدويا وقد بدأ تطويرها في عام 1769، من قبل المؤلف النمساوي المجري والمخترع فولفغانغ فون كيمبلين. وكان في هذا العام نفسه الذي أنهى أكثر بكثير مساهمته سيئة السمعة في تاريخ: ذي تورك، وهو آلة الشطرنج - التي تلعب أمام إنسان،وقد تبين لاحقا أن تلك كانت غاية بعيدة المدى وخدعة تفصيلا بسبب أن الإنسان الذي يلعب الشطرنج كان يكمن في أحشاء الآلة.[4] ولكن في حين تم الانتهاء من تشييد ذي تورك في ستة أشهر، احتلت آلة التحدث لكيمبلين طيلة السنوات العشرين المقبلة من حياته.[2] بعد سنتين من «طريق مسدود» تصورى على مدى السنوات الخمس الأولى من البحث، كيمبلين سلك الاتجاه الثالث الذي أدى في نهاية المطاف إلى التصميم الذي جعله يشعر بارتياح معتبرا أنه نموذج نهائي للتمثيل الوظيفي الجهاز الصوتي البشري .[3]

## التصميم الأول
تجربة كمبلين الأولى مع تخليق الكلام شملت فقط العناصر الأكثر بدائية من الجهاز الصوتي الضروري لانتاج اصوات تشبه الكلام. منفاخ كير،قد أستخدم لتأجيج النيران في مواقد الحطب، حيث كان الهواء مصدرا لمجموعة من الرئات للمساعدة بتدفق الهواء. استخراج قصبة من القواسم المشتركة لمزمار القربة لتماثل أو تشبه المزمار، مصدر الصوت الأساسي الخام في الجهاز الصوتي.صوت الجرس من الكلارينيت جعلت من نفخة كافية ملء الفم، على الرغم من شكله الجامد. وكان هذا النموذج الأساسي قادر على إنتاج أصوات العلة البسيطة فقط، على الرغم من بعض الصياغة الإضافية كان من الممكن عن طريق وضع يد واحدة في افتتاح الجرس لعرقلة تدفق الهواء. الأجهزة المادية لبناء الصوت الأنفى، والصوت صامت انفجاري والصوت الصامت الإحتكاكي الذي تتطلبه الأحرف الصامتة لم يكن موجودا، ومع ذلك. كيمبلين، مثل العديد من رواد الصوتيات الآخرين في وقت مبكر، أساء فهم مصدر ينظر إليها «كترددات أعلى» من أصوات معينة بوصفها وظيفة المزمار، بدلا من أن تكون وظيفة صفات أصوات الكلام من صخب كامل المسالك، حتى انه تخلى عن التصميم القصب الواحد لاتباع نهج متعدد القصب.[2][3]